# اسلام‌آباد (سیب و سوران)
اسلام‌آباد یا گورناکان، روستایی در دهستان سیب و سوران بخش مرکزی شهرستان سیب و سوران در استان سیستان و بلوچستان ایران است.

## جمعیت
بر پایه سرشماری عمومی نفوس و مسکن در سال ۱۳۹۵ جمعیت این روستا برابر با ۱٬۰۷۱ نفر (۲۷۴ خانوار) بوده‌است.